# Lutz Schmadel
| Odkryte planetoidy: 245  | Odkryte planetoidy: 245 |
| ------------------------ | ----------------------- |
| Nazwa                    | Data odkrycia           |
| (5628) Preussen          | 13 września 1991        |
| (5689) Rhön              | 9 września 1991         |
| (6044) Hammer-Purgstall  | 13 września 1991        |
| (6068) Brandenburg       | 10 października 1990    |
| (6157) Prey              | 9 września 1991         |
| (6209) Schwaben          | 12 października 1990    |
| (6457) Kremsmünster      | 2 września 1992         |
| (6717) Antal             | 10 października 1990    |
| (6718) Beiglböck         | 14 października 1990    |
| (6864) Starkenburg       | 12 września 1991        |
| (6966) Vietoris          | 13 września 1991        |
| (7127) Stifter           | 9 września 1991         |
| (7414) Bosch             | 13 października 1990    |
| (7580) Schwabhausen      | 13 października 1990    |
| (7586) Bismarck          | 13 września 1991        |
| (7700) Rote Kapelle      | 13 października 1990    |
| (7767) Tomatic           | 13 września 1991        |
| (7945) Kreisau           | 13 września 1991        |
| (8019) Karachkina        | 14 października 1990    |
| (8020) Erzgebirge        | 14 października 1990    |
| (8089) Yukar             | 13 października 1990    |
| (8171) Stauffenberg      | 5 września 1991         |
| (8501) Wachholz          | 13 października 1990    |
| (8502) Bauhaus           | 14 października 1990    |
| (8661) Ratzinger         | 14 października 1990    |
| (8847) Huch              | 12 października 1990    |
| (8860) Rohloff           | 5 października 1991     |
| (8861) Jenskandler       | 3 października 1991     |
| (9187) Walterkröll       | 12 września 1991        |
| (9344) Klopstock         | 12 września 1991        |
| (9351) Neumayer          | 2 października 1991     |
| (9610) Vischer           | 2 września 1992         |
| (9761) Krautter          | 13 września 1991        |
| (9762) Hermannhesse      | 13 września 1991        |
| (9861) Jahreiss          | 9 września 1991         |
| (9863) Reichardt         | 13 września 1991        |
| (9956) Castellaz         | 5 października 1991     |
| (10095) Carlloewe        | 9 września 1991         |
| (10114) Greifswald       | 4 września 1992         |
| (10116) Robertfranz      | 21 września 1992        |
| (10761) Lyubimets        | 12 października 1990    |
| (10762) von Laue         | 12 października 1990    |
| (10763) Hlawka           | 12 października 1990    |
| (10764) Rübezahl         | 12 października 1990    |
| (10782) Hittmair         | 12 września 1991        |
| (10786) Robertmayer      | 7 października 1991     |
| (10787) Ottoburkard      | 4 października 1991     |
| (11050) Messiaen         | 13 października 1990    |
| (11508) Stolte           | 12 października 1990    |
| (11573) Helmholtz        | 20 września 1993        |
| (11886) Kraske           | 10 października 1990    |
| (11887) Echemmon         | 14 października 1990    |
| (11916) Wiesloch         | 24 września 1992        |
| (12323) Häckel           | 4 września 1992         |
| (12327) Terbrüggen       | 21 września 1992        |
| (12729) Berger           | 13 września 1991        |
| (13055) Kreppein         | 14 października 1990    |
| (13092) Schrödinger      | 24 września 1992        |
| (13530) Ninnemann        | 9 września 1991         |
| (13531) Weizsäcker       | 13 września 1991        |
| (13559) Werth            | 4 września 1992         |
| (13954) Born             | 13 października 1990    |
| (14412) Wolflojewski     | 9 września 1991         |
| (14413) Geiger           | 5 września 1991         |
| (14871) Pyramus          | 13 października 1990    |
| (15262) Abderhalden      | 12 października 1990    |
| (15263) Erwingroten      | 13 października 1990    |
| (15264) Delbrück         | 11 października 1990    |
| (15265) Ernsting         | 12 października 1990    |
| (15282) Franzmarc        | 13 września 1991        |
| (15301) Marutesser       | 21 września 1992        |
| (15724) Zille            | 12 października 1990    |
| (15727) Ianmorison       | 10 października 1990    |
| (15728) Karlmay          | 11 października 1990    |
| (15761) Schumi           | 24 września 1992        |
| (16505) Sulzer           | 12 października 1990    |
| (16544) Hochlehnert      | 9 września 1991         |
| (16590) Brunowalter      | 21 września 1992        |
| (17458) Dick             | 13 października 1990    |
| (17459) Andreashofer     | 13 października 1990    |
| (17460) Mang             | 10 października 1990    |
| (17484) Ganghofer        | 13 września 1991        |
| (17488) Mantl            | 2 października 1991     |
| (17489) Trenker          | 2 października 1991     |
| (18359) Jakobstaude      | 13 października 1990    |
| (18360) Sachs            | 10 października 1990    |
| (18395) Schmiedmayer     | 21 września 1992        |
| (18396) Nellysachs       | 21 września 1992        |
| (19162) Wambsganss       | 10 października 1990    |
| (19178) Walterbothe      | 9 września 1991         |
| (19182) Pitz             | 7 października 1991     |
| (19183) Amati            | 5 października 1991     |
| (19208) Starrfield       | 2 września 1992         |
| (19992) Schönbein        | 10 października 1990    |
| (19993) Günterseeber     | 10 października 1990    |
| (20012) Ranke            | 13 września 1991        |
| (21050) Beck             | 10 października 1990    |
| (21074) Rügen            | 12 września 1991        |
| (21075) Heussinger       | 12 września 1991        |
| (21076) Kokoschka        | 12 września 1991        |
| (21109) Sünkel           | 4 września 1992         |
| (21110) Karlvalentin     | 4 września 1992         |
| (21118) Hezimmermann     | 24 września 1992        |
| (22322) Bodensee         | 13 września 1991        |
| (22348) Schmeidler       | 24 września 1992        |
| (22369) Klinger          | 18 września 1993        |
| (23472) Rolfriekher      | 10 października 1990    |
| (23473) Voss             | 11 października 1990    |
| (23490) Monikohl         | 12 września 1991        |
| (23514) Schneider        | 2 września 1992         |
| (24699) Schwekendiek     | 13 października 1990    |
| (24712) Boltzmann        | 12 września 1991        |
| (24713) Ekrutt           | 12 września 1991        |
| (24748) Nernst           | 26 września 1992        |
| (24749) Grebel           | 24 września 1992        |
| (24750) Ohm              | 24 września 1992        |
| (26842) Hefele           | 2 października 1991     |
| (27758) Michelson        | 12 września 1991        |
| (29185) Reich            | 13 października 1990    |
| (29208) Halorentz        | 9 września 1991         |
| (29214) Apitzsch         | 2 października 1991     |
| (29246) Clausius         | 2 września 1992         |
| (29250) Helmutmoritz     | 24 września 1992        |
| (30826) Coulomb          | 10 października 1990    |
| (30827) Lautenschläger   | 10 października 1990    |
| (30828) Bethe            | 12 października 1990    |
| (30829) Wolfwacker       | 10 października 1990    |
| (30830) Jahn             | 14 października 1990    |
| (30847) Lampert          | 13 września 1991        |
| (30850) Vonsiemens       | 7 października 1991     |
| (30851) Reißfelder       | 2 października 1991     |
| (30852) Debye            | 2 października 1991     |
| (30882) Tomhenning       | 21 września 1992        |
| (30883) de Broglie       | 24 września 1992        |
| (32808) Bischoff         | 10 października 1990    |
| (32809) Sommerfeld       | 10 października 1990    |
| (32810) Steinbach        | 10 października 1990    |
| (32811) Apisaon          | 14 października 1990    |
| (32821) Posch            | 9 września 1991         |
| (32853) Döbereiner       | 21 września 1992        |
| (32855) Zollitsch        | 24 września 1992        |
| (37582) Faraday          | 12 października 1990    |
| (37583) Ramonkhanna      | 13 października 1990    |
| (37584) Schleiden        | 10 października 1990    |
| (37592) Pauljackson      | 3 października 1991     |
| (37608) Löns             | 24 września 1992        |
| (39536) Lenhof           | 10 października 1990    |
| (42487) Ångström         | 9 września 1991         |
| (42492) Brüggenthies     | 3 października 1991     |
| (43790) Ferdinandbraun   | 12 października 1990    |
| (43804) Peterting        | 10 września 1991        |
| (43806) Augustepiccard   | 13 września 1991        |
| (43813) Kühner           | 7 października 1991     |
| (46563) Oken             | 12 września 1991        |
| (48447) Hingley          | 10 października 1990    |
| (48456) Wilhelmwien      | 12 września 1991        |
| (48457) Joseffried       | 12 września 1991        |
| (48458) Merian           | 13 września 1991        |
| (48471) Orchiston        | 7 października 1991     |
| (48472) Mössbauer        | 2 października 1991     |
| (48492) Utewielen        | 24 września 1992        |
| (52228) Protos           | 5 września 1977         |
| (52291) Mott             | 10 października 1990    |
| (52292) Kamdzhalov       | 10 października 1990    |
| (52293) Mommsen          | 12 października 1990    |
| (52294) Detlef           | 12 października 1990    |
| (52301) Qumran           | 9 września 1991         |
| (52308) Hanspeterröser   | 7 października 1991     |
| (52337) Compton          | 2 września 1992         |
| (52341) Ballmann         | 21 września 1992        |
| (55753) Raman            | 13 września 1991        |
| (58098) Quirrenbach      | 9 października 1977     |
| (58186) Langkavel        | 13 września 1991        |
| (58215) von Klitzing     | 21 września 1992        |
| (58217) Peterhebel       | 24 września 1992        |
| (65685) Behring          | 10 października 1990    |
| (65692) Trifu            | 12 września 1991        |
| (65708) Ehrlich          | 4 września 1992         |
| (65712) Schneidmüller    | 24 września 1992        |
| (69286) von Liebig       | 10 października 1990    |
| (69287) Günthereichhorn  | 10 października 1990    |
| (69288) Berlioz          | 11 października 1990    |
| (69295) Stecklum         | 2 października 1991     |
| (69312) Rogerbacon       | 24 września 1992        |
| (73686) Nussdorf         | 10 października 1990    |
| (73687) Thomas Aquinas   | 10 października 1990    |
| (73692) Gürtler          | 12 września 1991        |
| (73693) Dorschner        | 12 września 1991        |
| (73699) Landaupfalz      | 4 października 1991     |
| (73700) von Kues         | 5 października 1991     |
| (73701) Siegfriedbauer   | 3 października 1991     |
| (79129) Robkoldewey      | 11 października 1990    |
| (79138) Mansfeld         | 13 września 1991        |
| (85179) Meistereckhart   | 11 października 1990    |
| (85190) Birgitroth       | 12 września 1991        |
| (85195) von Helfta       | 7 października 1991     |
| (85196) Halle            | 4 października 1991     |
| (85197) Ginkgo           | 5 października 1991     |
| (85198) Weltenburg       | 2 października 1991     |
| (85199) Habsburg         | 3 października 1991     |
| (85214) Sommersdorf      | 21 września 1992        |
| (85215) Hohenzollern     | 26 września 1992        |
| (85216) Schein           | 24 września 1992        |
| (90672) Metrorheinneckar | 6 września 1977         |
| (90709) Wettin           | 12 października 1990    |
| (90711) Stotternheim     | 10 października 1990    |
| (90712) Wittelsbach      | 12 października 1990    |
| (90718) 1991 RW3         | 12 września 1991        |
| (96205) Ararat           | 24 września 1992        |
| (96206) Eschenberg       | 24 września 1992        |
| (100027) Hannaharendt    | 12 października 1990    |
| (100028) von Canstein    | 10 października 1990    |
| (100029) Varnhagen       | 10 października 1990    |
| (100046) Worms           | 2 października 1991     |
| (100047) Leobaeck        | 2 października 1991     |
| (100084) 1992 SY13       | 26 września 1992        |
| (120460) Hambach         | 13 października 1990    |
| (120461) Gandhi          | 10 października 1990    |
| (120481) Johannwalter    | 24 września 1992        |
| (150118) Petersberg      | 18 września 1993        |
| (152559) Bodelschwingh   | 12 października 1990    |
| (160018) 1991 TY2        | 7 października 1991     |
| (160512) Franck-Hertz    | 11 października 1990    |
| (160513) 1990 TD13       | 12 października 1990    |
| (162001) Vulpius         | 10 października 1990    |
| (162002) 1990 TC10       | 10 października 1990    |
| (168321) Josephschmidt   | 12 września 1991        |
| (173120) 1990 TL9        | 10 października 1990    |
| (178294) Wertheimer      | 11 października 1990    |
| (190283) Schielicke      | 12 września 1991        |
| (192293) Dominikbrunner  | 10 października 1990    |
| (204967) 1991 TH7        | 3 października 1991     |
| (225277) Stino           | 24 września 1960        |
| (231666) Aisymnos        | 24 września 1960        |
| (267003) Burkert         | 10 sierpnia 1978        |
| (275491) 1960 SR         | 24 września 1960        |
| (279723) Wittenberg      | 12 września 1991        |
| (282028) 1990 TV9        | 10 października 1990    |
| (297234) 1960 SP         | 10 października 1990    |
| (322510) Heinrichgrüber  | 10 października 1990    |
| (333842) 1960 SV         | 24 września 1960        |
| (359653) 2011 ST28       | 24 września 1960        |
| (363010) 1960 SA1        | 24 września 1960        |
| (373394) 1990 TQ9        | 10 października 1990    |
| (443796) 1960 SW         | 24 września 1960        |
| 1. 2.                    |                         |

Lutz D. Schmadel (ur. 2 lipca 1942 w Berlinie, zm. 21 października 2016) – niemiecki astronom, odkrył 245 planetoid (4 samodzielnie oraz 241 wspólnie z innymi astronomami). Jest autorem Słownika znaczeń nazw planetoid (ang. Dictionary of minor planet names, ISBN 3-540-00238-3).
Asteroida (2234) Schmadel została nazwana na jego cześć.